# 431

## Události
- 22. června – 10. července zasedá v Efezu Efezský koncil svolaný císařem Theodosiem II.; konstantinopolský patriarcha Nestorius je sesazen.
- 1. října – Maximianus se stává konstantinopolským patriarchou.
- budoucí císař východořímské říše Marcianus je zajat v bojích s Vandaly.
- Hippo Regius se stává hlavním městem království Vandalů.
- Proclus začíná studovat v athénské Akadémii.
- Aetius vytlačuje Franky za řeku Somnu.
- Papež Celestin I. vysílá do Irska jáhna Palladia, který se stává tamním prvním biskupem

## Úmrtí
- 22. června – Paulinus z Noly, starořímský básník, řečník a církevní hodnostář (* 353)
- ? – Palladius, první irský biskup

## Hlavy států
- Papež – Celestýn I. (422–432)
- Východořímská říše – Theodosius II. (408–450)
- Západořímská říše – Valentinianus III. (425–455)
- Franská říše – Clodio (428–448)
- Perská říše – Bahrám V. (421–439)
- Vizigóti – Theodorich I. (419–451)
- Vandalové – Geiserich (428–477)